# Gustav Kapsreiter
Gustav Kapsreiter (* 26. Dezember 1893 in Schärding am Inn; † 13. April 1971 ebenda) war ein österreichischer Industrieller, Kunstförderer und Politiker.

## Leben

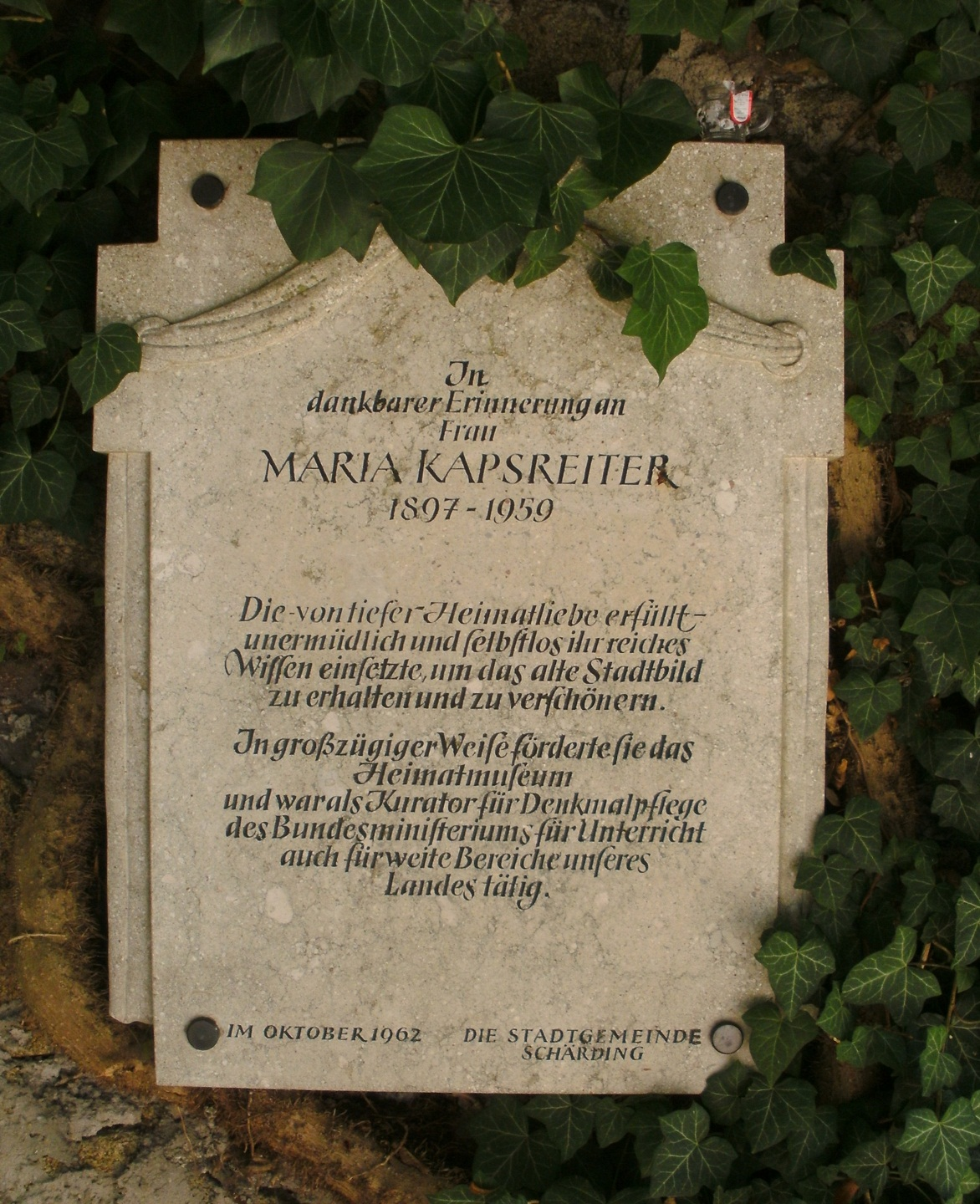
Gedenktafel für Maria Kapsreiter im Schlosspark Schärding

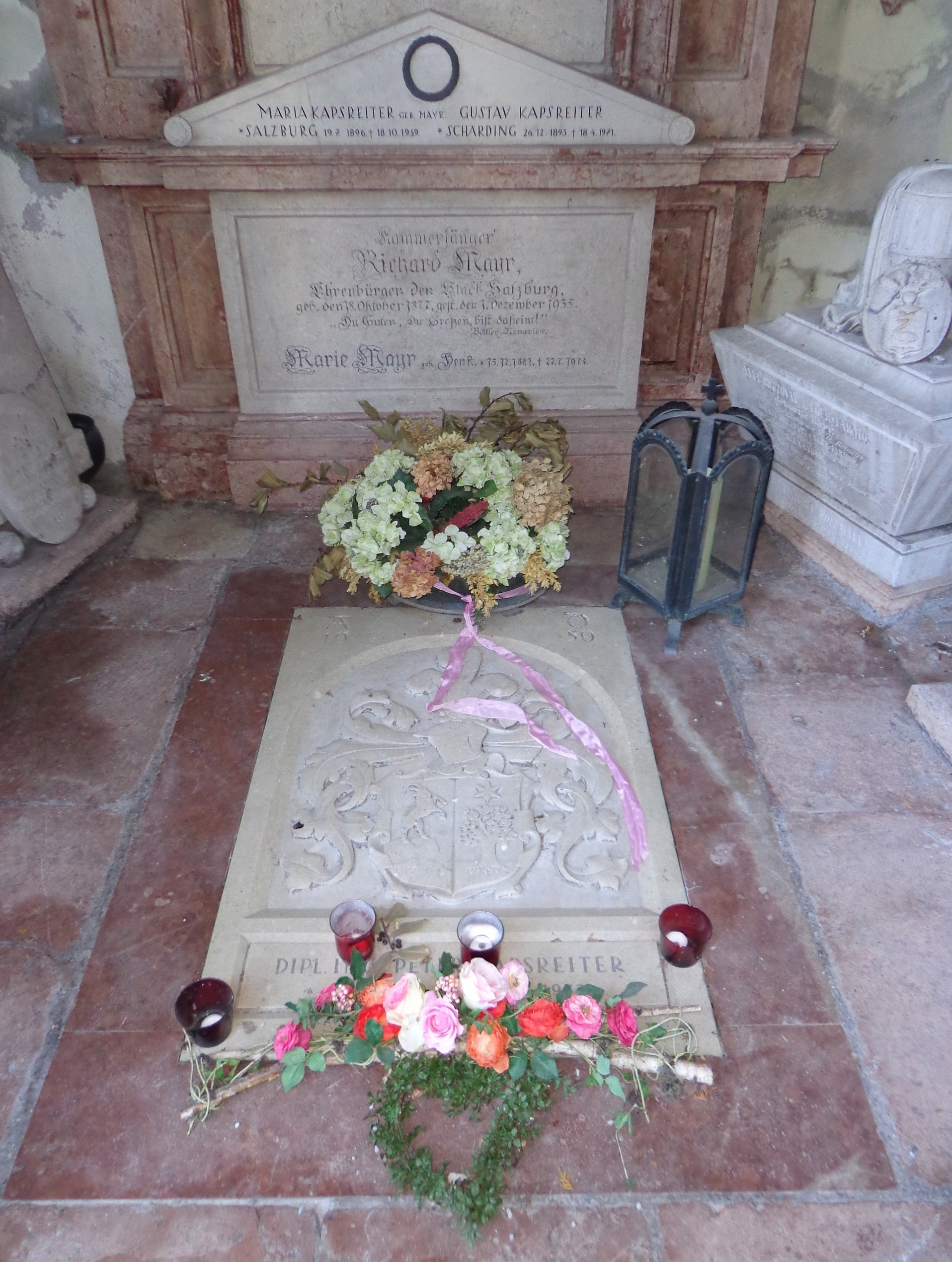
Gruft der Familien Kapsreiter und Mayr auf dem Petersfriedhof Salzburg

Gustav Kapsreiter stammte aus einer Schärdinger Unternehmerfamilie, die seit 1863 im Besitz der Brauerei Kapsreiter war. Er besuchte nach der Volksschule das Gymnasium. Er wurde 1946 Kammerrat und 1957 Kommerzialrat. Die von Gustav Kapsreiter über lange Jahre geleitete Kapsreiter-Gruppe umfasste schließlich die drei Betriebszweige Kapsreiter Bau, Kapsreiter Bier und Kapsreiter Granit. Das Unternehmen zählte besonders in der Zeit nach dem Zweiten Weltkrieg zu den wichtigsten Arbeitgebern in der Region. Gustav Kapsreiter gehörte zu den Gründern der Vereinigung Österreichischer Industrieller und stand dem Verband der Stein- und keramischen Industrie Österreichs vor. Vom 19. Dezember 1945 bis zum 18. März 1953 war er Abgeordneter zum Nationalrat für die ÖVP.
Gustav Kapsreiter war verheiratet mit der aus Salzburg stammenden Maria Mayr (1896–1959), einer Nichte von Richard und Carl Mayr. Über diese Ehe gelangte die Familie Kapsreiter auch in den Besitz des Rauchenbichlerhofs in Salzburg. Gustav Kapsreiter, seine Ehefrau und sein frühverstorbener Bruder Peter sind in der Gruft der Familie Mayr auf dem Petersfriedhof Salzburg bestattet.
In Henndorf am Wallersee ist der Gustav-Kapsreiter-Weg nach Gustav Kapsreiter benannt.

## Kapsreiter als Mäzen
Gustav Kapsreiters Frau machte sich als Kunstmäzenin einen Namen und setzte sich für die Erhaltung des Schärdinger Schlossparks ein, wo eine Gedenktafel an sie erinnert. Beide waren auch im Umfeld der Innviertler Künstlergilde aktiv. Gustav Kapsreiter selbst gehörte zum Freundeskreis Carl Zuckmayers und förderte Künstler und Literaten wie Alfred Kubin, Johanna Dorn-Fladerer und Richard Billinger.
Carl Zuckmayer schrieb über Kapsreiter: „Gustav Kapsreiter wusste ein Leben lang Wirtschaftsführung, Politik und Wohlhabenheit mit enthusiastischem Kunstverstand zu vereinen, er war ein Lebenskünstler in jedem Betracht...“
Mit Christiane Zimmer, der Tochter Hugo von Hofmannsthals, und deren Ehemann war Kapsreiter ebenfalls befreundet. Er versuchte den Besitz der Familie, Schloss Prielau, zu kaufen, nachdem Gerty von Hofmannsthal, die jüdische Witwe des Dichters, das Anwesen an ihre Tochter verschenkt hatte und diese die Auflage erhalten hatte, die Liegenschaft unverzüglich zu veräußern. Kapsreiters Versuche, den Besitz auf diese Weise zu retten, wurden jedoch von den NS-Behörden verhindert, so dass schließlich der von den Nationalsozialisten geschätzte Bildhauer Josef Thorak den Besitz an sich bringen konnte.